# Teucholabis sanguinea
Teucholabis sanguinea är en tvåvingeart som beskrevs av Alexander 1938. Teucholabis sanguinea ingår i släktet Teucholabis och familjen småharkrankar. Inga underarter finns listade i Catalogue of Life.